# A Dream Within a Dream
A Dream Within A Dream é um poema escrito por Edgar Allan Poe, primeiramente publicado em 1849. Tem 24 linhas, divididas em duas estrofes e questiona a forma como se pode distinguir entre a realidade e a fantasia.